# 935

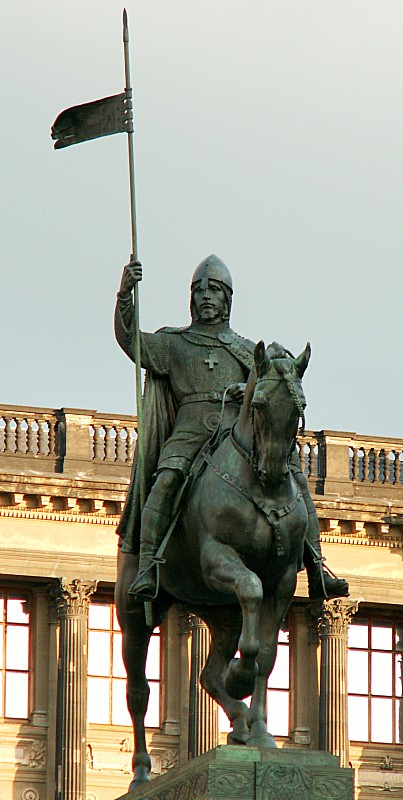
Standbeeld van Wenceslaus I ("de Heilige")

Het jaar 935 is het 35e jaar in de 10e eeuw volgens de christelijke jaartelling.

## Gebeurtenissen

### Europa
- Voorjaar - Arnulf I ("de Boze"), hertog van Beieren, valt met een expeditieleger Noord-Italië binnen. Hij trekt via Triëst naar Verona, waar hij steun krijgt van de Lombardische edelen. Koning Hugo van Arles mobiliseert een Bourgondisch leger en verslaat hem bij Gossolengo. Arnulf wordt gedwongen zich terug te trekken naar Beieren.
- Zomer - Koning Hendrik I ("de Vogelaar") sluit in Ivois (op de grens van het West- en Oost-Frankische Rijk) een vriendschapsverdrag. Hij hernieuwt en bekrachtigt zijn diplomatieke eisen in een koningstreffen met Rudolf I van Frankrijk en Rudolf II van Bourgondië.
- Abd al-Rahman III van Córdoba sluit een niet-aanvalsverdrag met Ramiro II van León. León belooft geen steun te verlenen aan de vijanden van abd al-Rahman.
- 28 september - Wenceslaus I ("de Heilige"), hertog van Bohemen, wordt door een samenzwering van zijn moeder Drahomíra en zijn broer Boleslav vermoord. Boleslav volgt hem op als hertog. (waarschijnlijke datum)
- Willem III (935 - 963) volgt zijn vader Ebalus op als graaf van Poitiers en maakt tevens aanspraak op het hertogdom Aquitanië. (waarschijnlijke datum)

### Azië
- Het Koreaanse koninkrijk Silla houdt op te bestaan en wordt ingelijfd door de Goryeo-dynastie.

## Geboren
- Håkon Sigurdsson, Viking edelman en regent (waarschijnlijke datum)
- Hroswitha, Duits kanunnikes en dichter (waarschijnlijke datum)
- Urraca Fernández, koningin van Navarra (waarschijnlijke datum)

## Overleden
- 28 september - Wenceslaus I, hertog van Bohemen (of 929)
- Ebalus, hertog van Aquitanië (waarschijnlijke datum)
- Reinier II, Frankisch edelman (waarschijnlijke datum)